# Studzienno
Studzienno (do 1945 niem. Kaltenbrunn) – wieś w Polsce położona w województwie dolnośląskim, w powiecie kłodzkim, w gminie Szczytna.

## Położenie
Studzienno leży na północnym stoku Gór Stołowych, w sąsiedztwie skupiska skał Skalne Grzyby.

## Podział administracyjny
W latach 1975–1998 miejscowość administracyjnie należała do województwa wałbrzyskiego.

## Historia
Pierwsza wzmianka o Studziennie pochodzi z 1571 roku, wieś figuruje tam pod nazwą Kaltenprunn. W roku 1624 w miejscowości było sześć gospodarstw. W XIX wieku wieś rozwijała się i jej zabudowania połączyły się z leżącym poniżej Chocieszowem, do którego została dołączona. W tym czasie w Studziennie były 54 domy, w tym młyn wodny i szkoła. Po 1945 roku kiedy to rozebrano wiele opuszczonych domów wieś zmniejszyła się.

## Demografia
Według Narodowego Spisu Powszechnego (III 2011 r.) Studzienno liczyło 29 mieszkańców. Jest najmniejszą miejscowością gminy Szczytna.

## Zabytki
W pobliżu gospodarstwa agroturystycznego „Pod Rogaczem” stoją ruiny kapliczki domkowej XVIII wieku, a na północ od niego dwa kamienne krzyże z XIX wieku.

## Szlaki turystyczne
Przez Studzienno prowadzi  szlak turystyczny z Wambierzyc do Karłowa.